# 第二電電
第二電電株式会社（だいにでんでん、英: DDI Corporation）は、かつて存在した日本の電気通信事業者で、現在のKDDIの前身企業の一つである。

## 概要
1984年6月、京セラ社長（当時）の稲盛和夫を創業者として、日本電信電話公社社員だった千本倖生を専務（後に副社長を経て2014年3月までイー・アクセス会長）らに迎え入れ、第二電電企画株式会社として設立。1985年4月、電電公社の民営化と通信自由化に伴いNCC（新電電）の一つとして発足した。
1987年に「0077市外電話」を開始し、中継電話事業に参入。日本テレコム・日本高速通信（のちケイディディ）・電力系通信事業者など他の新電電は設立母体が敷設した光ファイバーケーブルを幹線として使用していたが、既存インフラを持たないDDIは専用線を有する3大都市間以外の通信は全国各地に「リレーステーション」名称のマイクロ波鉄塔を設置して無線通信で中継電話サービスを提供していた。継続的な広告活動と電器店や商社ら販売代理店による営業活動や、ソニー・松下通信工業などのα-LCR搭載電話機の普及で認知され、一般家庭の中継電話利用者を増やし新電電最大手として君臨した。
京セラと共に、携帯電話のDDIセルラーグループ（現在のau（KDDI・沖縄セルラー電話））、ツーカーグループ（のちにKDDIと合併し発展解消）、PHSのDDIポケット（のちウィルコムを経て、現在のY!mobile（ソフトバンク））、日本イリジウムの出資母体となっている。
2000年10月1日に当社を存続会社としKDDと日本移動通信（IDO）を合併。株式会社ディーディーアイ（後にKDDI株式会社へ商号変更）が発足した。

## 沿革
- 1984年（昭和59年）6月1日 - 京セラ、三菱商事、ソニー、セコムなど25社の出資により第二電電企画株式会社設立。
- 1985年（昭和60年）4月 - 商号を第二電電株式会社（DDI/Daini Denden Inc.の略だが実際の英文社名はDDI Corporation）に変更。
- 1986年（昭和61年）10月 - 東京、名古屋、大阪での専用線サービス開始。
- 1987年（昭和62年）9月 - 東京、名古屋、大阪での市外電話サービス開始。
- 1989年（平成元年）
  - 7月 - 関東・中部圏以外のエリアで移動体通信子会社のサービス開始（現在のau）[注釈 2]。
  - 7月 - 関西セルラー電話が事業開始。
  - 12月 - 中国・九州セルラー電話が事業開始。
- 1990年（平成2年）
  - 4月 - 東北セルラー電話が事業開始。
  - 8月 - 北海道セルラー電話が事業開始。
  - 9月 - 北陸セルラー電話が事業開始。
  - 12月 - 四国セルラー電話が事業開始。
- 1992年（平成4年）10月 - 沖縄セルラー電話が事業開始。
- 1994年（平成6年）11月 - PHS事業会社、DDIポケット電話グループ9社を発足。
- 1997年（平成9年）7月 - プロバイダ事業「DION」（現在のau one net）サービス開始。
- 1998年（平成10年）10月22日 - 6秒単位のハドソン課金による国際電話サービス（事業者識別番号:0078）を開始。国際電信電話・ケーブル・アンド・ワイヤレス（現:ソフトバンク）およびテレグローブ・サービス・ジャパン（現アイ・ピー・エス）との相互接続により提供。
- 2000年（平成12年）10月1日 - ケイディディ株式会社、日本移動通信株式会社を合併、株式会社ディーディーアイに商号変更。